# Crazy Train
Crazy Train är en sång framförd av Ozzy Osbourne. Sången, som utgavs som singel den 20 september 1980, finns med på Ozzys debutalbum Blizzard of Ozz. En liveversion av "Crazy Train", inspelad 1981, återfinns på Tribute, utgivet 1987. Till denna version producerades även en musikvideo. Singeln nådde nionde plats på Billboard Top Tracks.

## Låtlista
Sida A
1. "Crazy Train" – 4:52

Sida B
1. "You Looking at Me Looking at You" – 4:12

## Musiker
- Ozzy Osbourne – sång
- Randy Rhoads – elgitarr
- Bob Daisley – basgitarr
- Lee Kerslake – trummor
- Don Airey – keyboards